# Ben Keating

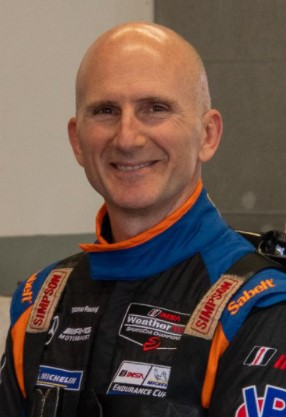
Ben Keating 2020

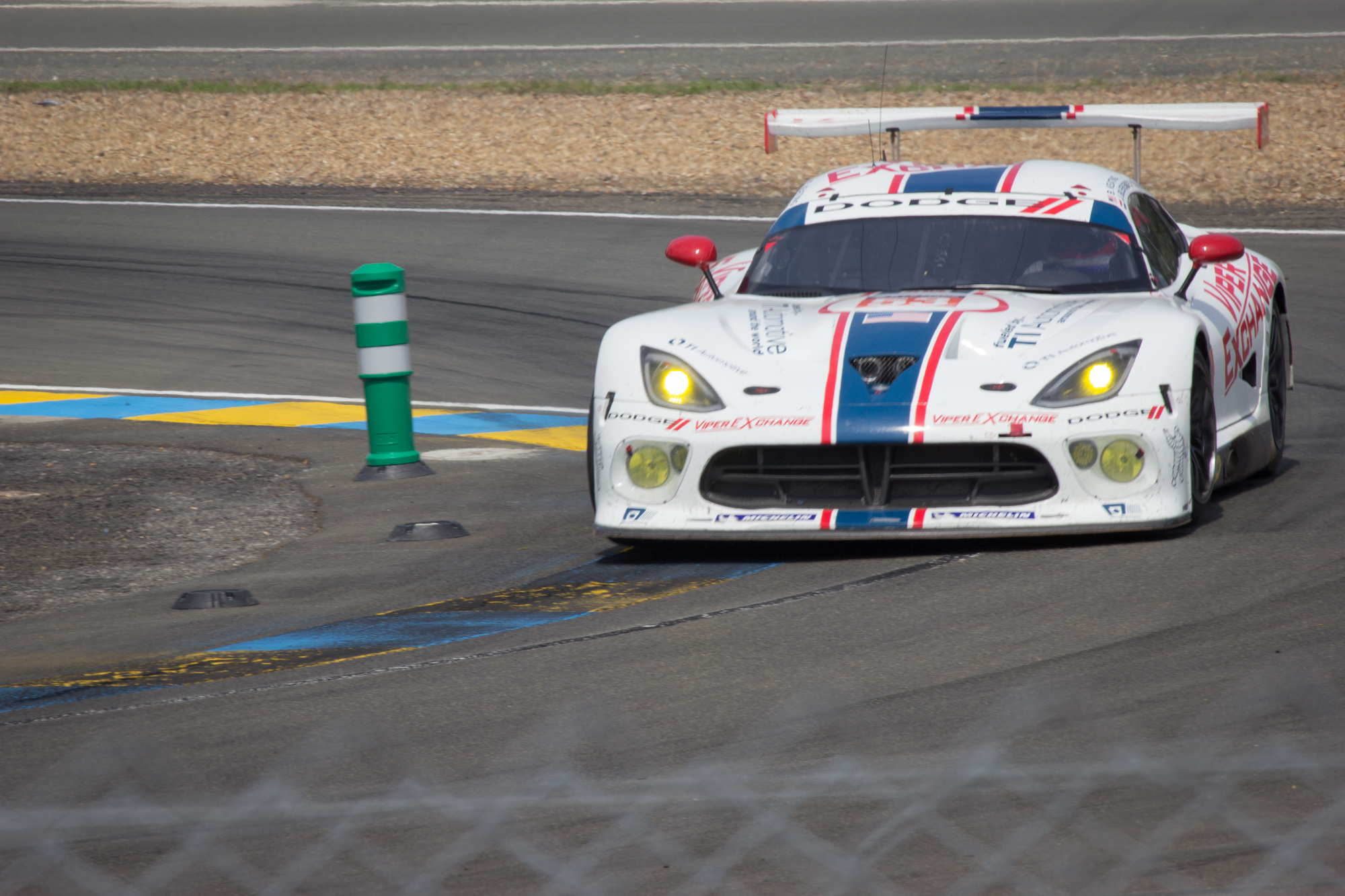
Dodge Viper SRT GTS-R, gefahren von Ben Keating, Jeroen Bleekemolen und Marc Miller, beim 24-Stunden-Rennen von Le Mans 2015

Benjamin Edwards „Ben“ Keating (* 18. August 1971 in Tomball) ist ein US-amerikanischer Unternehmer und Autorennfahrer.

## Unternehmer
Ben Keating kam in Tomball, einem Vorort von Houston, der viertgrößten Stadt der Vereinigten Staaten von Amerika, zur Welt. Nach dem Besuch der Grundschulen studierte er mit Abschlüssen Ingenieurwissenschaften an der Texas A&M University in College Station. Nach dem Studium stieg er in das Kfz-Unternehmen seines Vaters ein und wurde dort Verkaufsleiter. 2002 machte er sich selbständig und vertreibt an inzwischen zehn Standorten in Texas Fahrzeuge der Marken Chrysler, Dodge, Jeep und Ram.
In Keatings Unternehmen wurden und werden Dodge Viper und das Nachfolgemodell SRT Viper für den Rennbetrieb vorbereitet. Seit 2015 besteht eine Partnerschaft mit dem dänischen Automobildesigner Henrik Fisker. Keating war an der Entwicklung der aktiven Radaufhängung am VLF Force 1 beteiligt, einem Supersportwagen auf Basis der Dodge Viper. Die ersten 50 Exemplare des auf der North American International Auto Show 2016 in Detroit vorgestellten Wagens sollen über die Verkaufsstellen von Keating vertrieben werden.

## Karriere als Rennfahrer
Die Rennkarriere von Ben Keating wurde durch ein Weihnachtsgeschenk seiner Ehefrau ausgelöst, die ihm 2005 ein Wochenende mit einem Renninstruktor an einer Rennstrecke schenkte. 2006 hatte er erste Renneinsätze in der Viper Racing League. 2007 wurde er zum regelmäßigen Starter in dieser Rennserie, deren Gesamtwertung er 2007 gewinnen konnte. Nach einem zweiten Endrang 2010 sicherte er sich 2011 die Meisterschaft im Dodge Viper Cup.
2011 gab er sowohl in der Grand-Am Sports Car- als auch in der American Le Mans Series sein Renndebüt. Bis zum Ablauf der Rennsaison 2015 fuhr Keating 48 in diversen Sportwagenserien und konnte acht Klassensiege feiern. Die GTD-Klasse der United SportsCar Championship 2015 beendete er als Gesamtsechster. 2015 bestritt er sein erstes 24-Stunden-Rennen von Le Mans, fiel nach einem Defekt an der Dodge Viper SRT GTS-R jedoch vorzeitig aus. Bis 2021 war er sieben Mal bei diesem Langstreckenrennen am Start.
Erfolge gelangen ihm beim 12-Stunden-Rennen von Sebring, wo er zwei Klassensiege einfuhr. 2017 mit Mario Farnbacher und Jeroen Bleekemolen im Mercedes-AMG GT3 in der GTD-Klasse sowie 2021 mit Scott Huffaker und Mikkel Jensen bei den LMP2-Fahrzeugen.

## Statistik

### Le-Mans-Ergebnisse
| Jahr | Team                      | Fahrzeug                     | Teamkollege        | Teamkollege        | Platzierung             | Ausfallgrund    |
| ---- | ------------------------- | ---------------------------- | ------------------ | ------------------ | ----------------------- | --------------- |
| 2015 | Riley Motorsports-TI Auto | Dodge Viper SRT GTS-R        | Jeroen Bleekemolen | Marc Miller        | Ausfall                 | Getriebeschaden |
| 2016 | Murphy Prototypes         | Oreca 03R                    | Jeroen Bleekemolen | Marc Goossens      | Rang 34                 |                 |
| 2017 | Keating Motorsport        | Riley Mk.XXX                 | Jeroen Bleekemolen | Ricky Taylor       | Rang 47                 |                 |
| 2018 | Keating Motorsports       | Ferrari 488 GTE              | Jeroen Bleekemolen | Luca Stolz         | Rang 28                 |                 |
| 2019 | Keating Motorsports       | Ford GT                      | Jeroen Bleekemolen | Felipe Fraga       | Disqualifiziert         |                 |
| 2020 | Team Project 1            | Porsche 911 RSR              | Jeroen Bleekemolen | Felipe Fraga       | Rang 40                 |                 |
| 2021 | TF Sport                  | Aston Martin Vantage AMR     | Dylan Pereira      | Felipe Fraga       | Rang 26                 |                 |
| 2022 | TF Sport                  | Aston Martin Vantage AMR     | Henrique Chaves    | Marco Sørensen     | Rang 34 und Klassensieg |                 |
| 2023 | Corvette Racing           | Chevrolet Corvette C8.R      | Nicky Catsburg     | Nicolás Varrone    | Rang 26 und Klassensieg |                 |
| 2024 | United Autosports USA     | Oreca 07                     | Ben Hanley         | Filipe Albuquerque | Rang 42                 |                 |
| 2025 | TF Sport                  | Chevrolet Corvette Z06 GT3.R | Jonny Edgar        | Daniel Juncadella  | Rang 39                 |                 |

### Sebring-Ergebnisse
| Jahr | Team                                | Fahrzeug              | Teamkollege            | Teamkollege        | Platzierung             | Ausfallgrund |
| ---- | ----------------------------------- | --------------------- | ---------------------- | ------------------ | ----------------------- | ------------ |
| 2013 | TRG                                 | Porsche 997 GT3 Cup   | Damien Faulkner        | Craig Stanton      | Ausfall                 | Defekt       |
| 2014 | Riley Motorsports                   | SRT Viper GT3-R       | Sebastiaan Bleekemolen | Jeroen Bleekemolen | Ausfall                 | Unfall       |
| 2015 | Riley Motorsports                   | Dodge Viper SRT GT3-R | Sebastiaan Bleekemolen | Jeroen Bleekemolen | Ausfall                 | Defekt       |
| 2016 | Riley Technologies                  | Dodge Viper GT3-R     | Marc Miller            | Jeroen Bleekemolen | Rang 33                 |              |
| 2017 | Riley Motorsports Team AMG          | Mercedes-AMG GT3      | Mario Farnbacher       | Jeroen Bleekemolen | Rang 16 und Klassensieg |              |
| 2018 | Riley Motorsports Team AMG          | Mercedes-AMG GT3      | Luca Stolz             | Jeroen Bleekemolen | Rang 19                 |              |
| 2019 | Mercedes-AMG Team Riley Motorsports | Mercedes-AMG GT3      | Felipe Fraga           | Jeroen Bleekemolen | Rang 23                 |              |
| 2021 | PR1 Mathiasen Motorsports           | Oreca LMP2 07         | Scott Huffaker         | Mikkel Jensen      | Rang 6 und Klassensieg  |              |
| 2022 | PR1 Mathiasen Motorsports           | Oreca 07              | Scott Huffaker         | Mikkel Jensen      | Rang 7 und Klassensieg  |              |
| 2023 | PR1 Mathiasen Motorsports           | Oreca 07              | Paul-Loup Chatin       | Alex Quinn         | Rang 5                  |              |
| 2024 | United Autosports USA               | Oreca 07              | Ben Hanley             | Nico Pino          | Rang 19                 |              |

### Einzelergebnisse in der FIA-Langstrecken-Weltmeisterschaft
| Saison  | Team                                 | Rennwagen                    | 1   | 2   | 3   | 4   | 5   | 6   | 7   | 8   | 9   |
| ------- | ------------------------------------ | ---------------------------- | --- | --- | --- | --- | --- | --- | --- | --- | --- |
| 2015    | Riley Motorsports                    | SRT Viper                    | SIL | SPA | LEM | NÜR | AUS | FUJ | SHA | BAH |     |
| 2015    | Riley Motorsports                    | SRT Viper                    | DNF |     |     |     |     |     |     |     |     |
| 2016    | Murphy Prototyps                     | Oreca 03                     | SIL | SPA | LEM | NÜR | MEX | AUS | FUJ | SHA | BAH |
| 2016    | Murphy Prototyps                     | Oreca 03                     | 34  |     |     |     |     |     |     |     |     |
| 2017    | Keating Motorsport                   | Riley Mk.XXX                 | SIL | SPA | LEM | NÜR | MEX | AUS | FUJ | SHA | BAH |
| 2017    | Keating Motorsport                   | Riley Mk.XXX                 | 47  |     |     |     |     |     |     |     |     |
| 2018/19 | Keating Motorsports                  | Ferrari 488 GTE Ford GT      | SPA | LEM | SIL | FUJ | SHA | SEB | SPA | LEM |     |
| 2018/19 | Keating Motorsports                  | Ferrari 488 GTE Ford GT      |     | 28  |     |     |     |     |     | DNF |     |
| 2019/20 | Team Project 1                       | Porsche 911 RSR              | SIL | FUJ | SHA | BAH | AUS | SPA | LEM | BAH |     |
| 2019/20 | Team Project 1                       | Porsche 911 RSR              | 27  | 21  | 20  | 18  | 30  | 20  | 40  | 18  |     |
| 2021    | TF Sport                             | Aston Martin Vantage AMR     | SPA | POR | MON | LEM | BAH | BAH |     |     |     |
| 2021    | TF Sport                             | Aston Martin Vantage AMR     | 21  | 25  | 32  | 26  | 17  | DNF |     |     |     |
| 2022    | TF Sport                             | Aston Martin Vantage AMR     | SEB | SPA | LEM | MON | FUJ | BAH |     |     |     |
| 2022    | TF Sport                             | Aston Martin Vantage AMR     | 23  | 22  | 34  | DNF | 23  | 26  |     |     |     |
| 2023    | Corvette Racing                      | Chevrolet Corvette C8.R      | SEB | POR | SPA | LEM | MON | FUJ | BAH |     |     |
| 2023    | Corvette Racing                      | Chevrolet Corvette C8.R      | 17  | 21  | 21  | 26  | 25  | 24  | 28  |     |     |
| 2024    | United Autosports Proton Competition | Oreca 07 Ford Mustang GT3    | KAT | IMO | SPA | LEM | SAO | AUS | FUJ | BAH |     |
| 2024    | United Autosports Proton Competition | Oreca 07 Ford Mustang GT3    |     |     |     | 42  |     | DNF |     |     |     |
| 2025    | TF Sport                             | Chevrolet Corvette Z06 GT3.R | KAT | IMO | SPA | LEM | SAO | AUS | FUJ | BAH |     |
| 2025    | TF Sport                             | Chevrolet Corvette Z06 GT3.R | 18  | 25  | 27  | 39  | 24  |     |     |     |     |